# Lag Viktorsson
Lag Viktorsson är ett damlag i curling som tog guld för Sverige vid EM 2010 i Champery, Schweiz. Laget består av skippern Stina Viktorsson, Christina Bertrup, Maria Wennerström, Margaretha Sigfridsson och reserven Agnes Knochenhauer.